# Carl von Weinberg

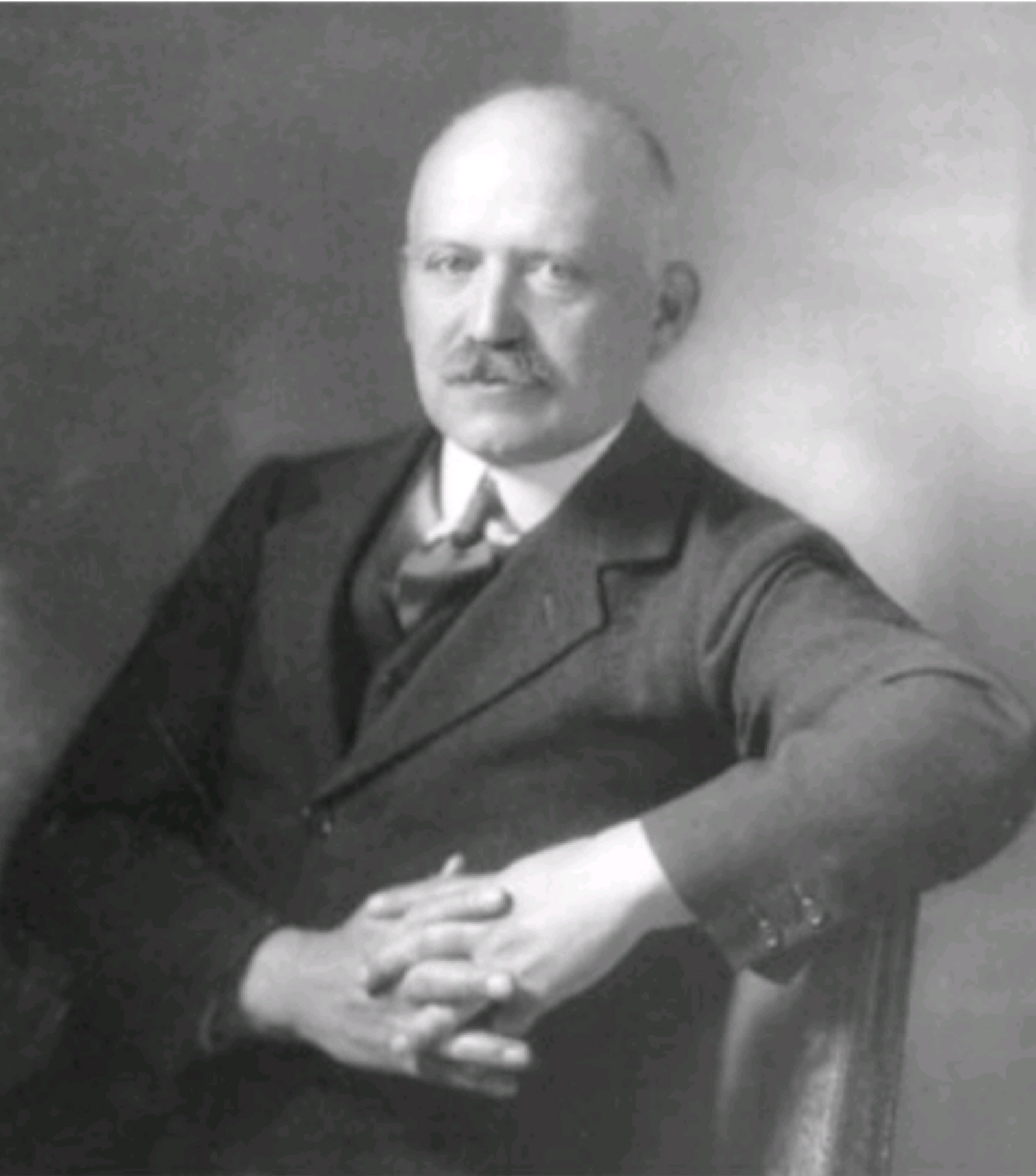
Carl von Weinberg um 1900

Carl von Weinberg (* 14. September 1861 in Frankfurt am Main; † 14. März 1943 bei Florenz) war ein deutscher Kaufmann, Unternehmer, Mäzen und sozial engagierter Bürger.

## Leben

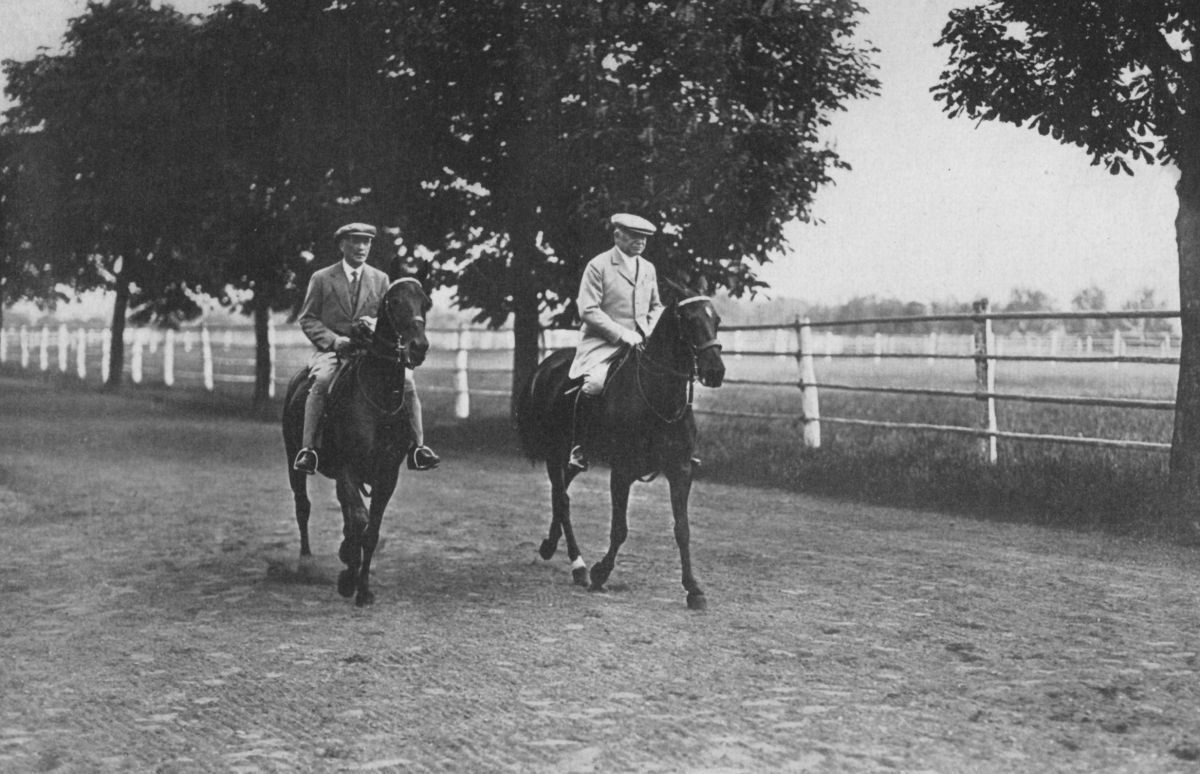
Carl von Weinberg (rechts) beim Morgenausritt mit Bruder Arthur von Weinberg (ca. 1911)

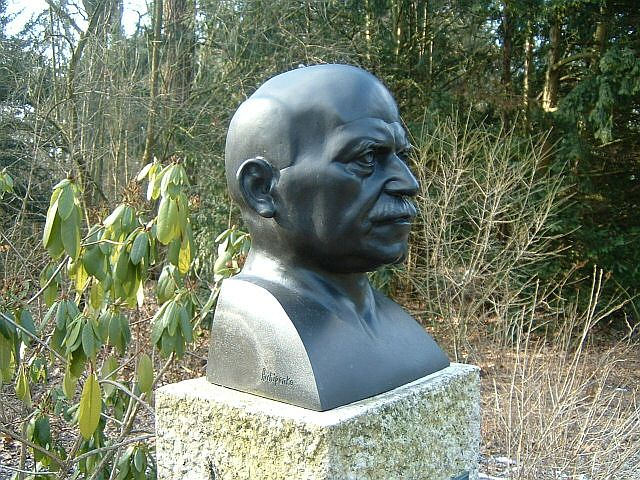
Büste Weinbergs am Eingang des gleichnamigen Spielparks in Niederrad

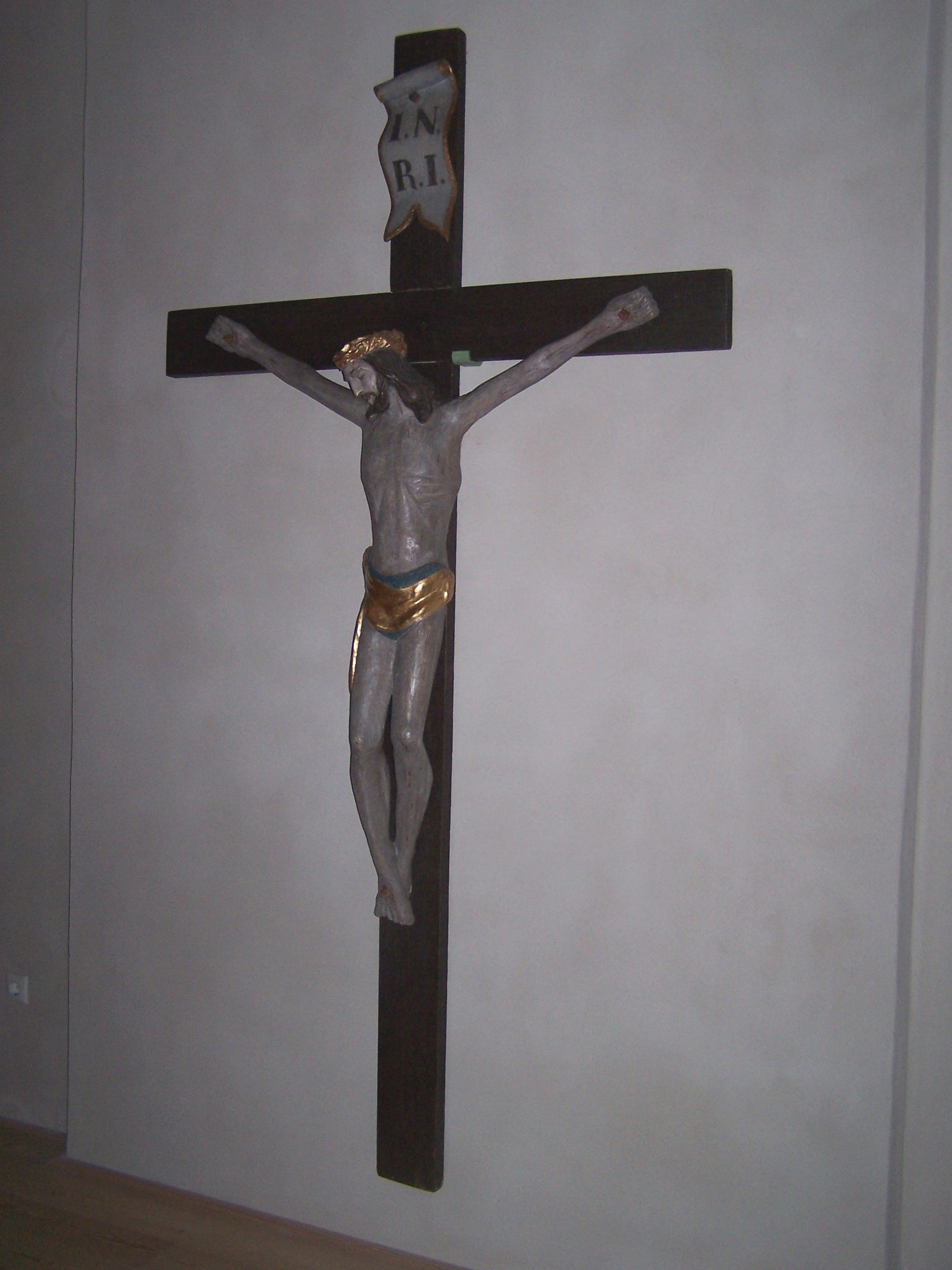
Kreuz aus der Hauskapelle der Villa Waldfried

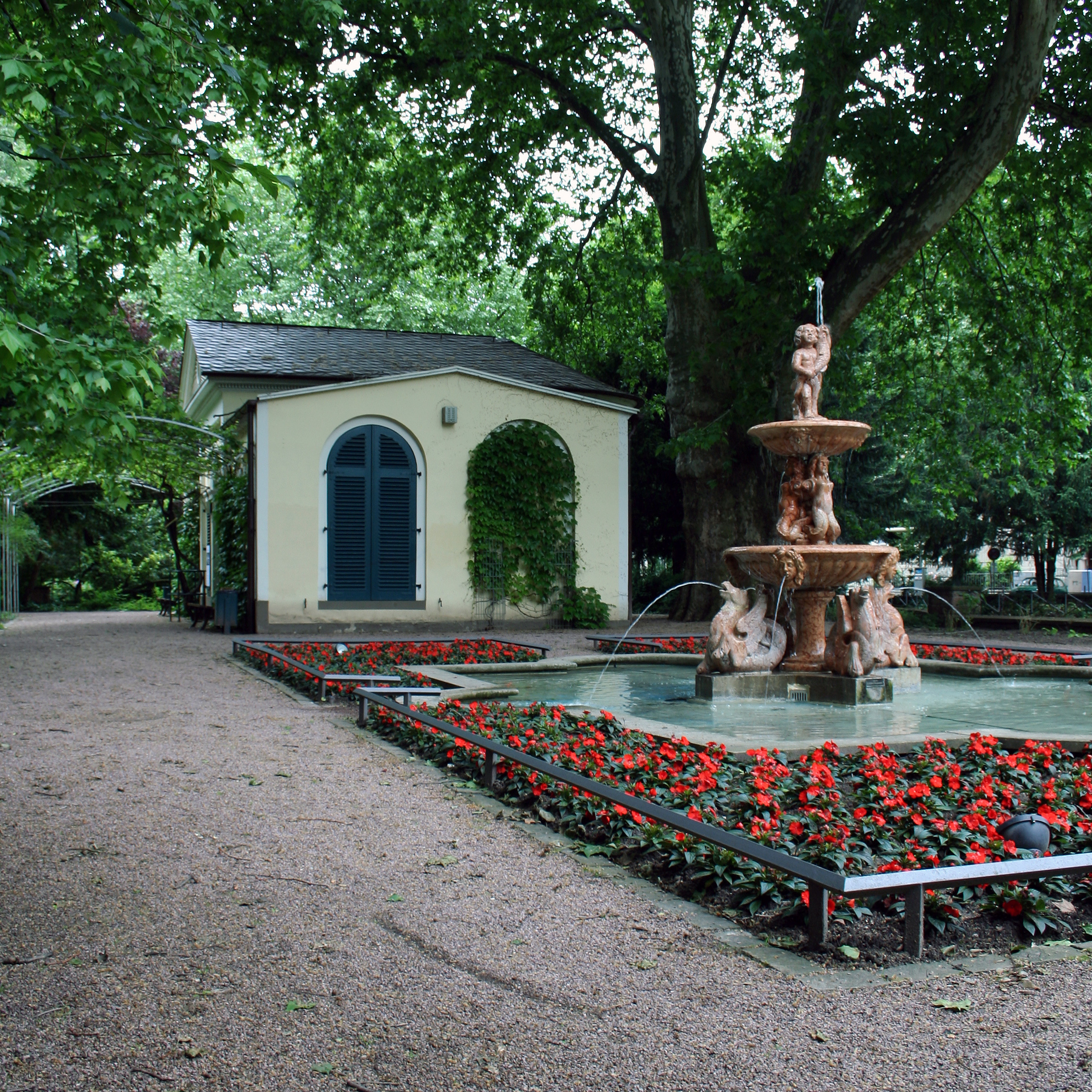
Brunnen der zerstörten Villa Waldfried

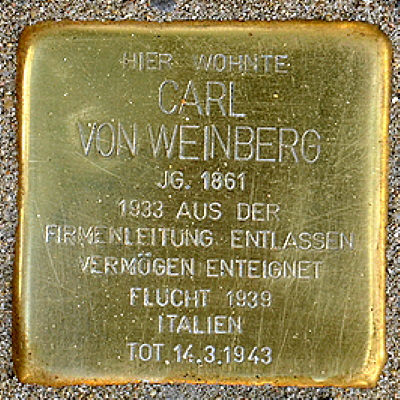
Stolperstein Waldfriedstr 11 von-Weinberg Carl

Carl und sein ein Jahr älterer Bruder Arthur von Weinberg entstammten einer jüdischen Kaufmannsfamilie, der Vater war Bernhard Weinberg. 1880 ließen sich beide Brüder evangelisch taufen. Carl absolvierte eine kaufmännische Lehre und wurde 1882 mit 21 Jahren wie sein Bruder Teilhaber des Unternehmens Leopold Cassella & Co., das 1894 mit der von seinem Onkel Leo Gans gegründeten Frankfurter Anilinfarbenfabrik fusionierte und in der Folgezeit als Cassella Farbwerke Mainkur zu Weltruhm in der Herstellung synthetischer Farbstoffe gelangte.
In Schwanheim am Main, auf der Waldspitze südlich von Niederrad gelegen, hatte er sich 1898 zusammen mit seiner 1866 in Plymouth geborenen Frau May (Ethel Mary Villers Forbes aus dem Hause der irischen Earls of Granard) die Villa Waldfried im englischen Landhausstil von den Architekten Aage von Kauffmann und Otto Bäppler erbauen lassen. Diese Villa umfasste um die 100 Zimmer. Sie bot Platz für die über 700 Objekte umfassende bedeutende Kunstsammlung des Ehepaars. Ein Jahr vor dem Einzug wurde 1897 die ersehnte Tochter Wera geboren († 9. April 1943 in London), die später Richard von Szilvinyi heiratete. May von Weinberg machte sich in Frankfurt als Stifterin einen Namen. Für die römisch-katholische May wurde in dem Haus eine Kapelle eingerichtet. In dieser Hauskapelle feierte später der Niederräder Kaplan Georg Nilges den Sonntagsgottesdienst. Für die Niederräder Pfarrei Mutter vom Guten Rat stiftete Carl von Weinberg einen namhaften Betrag zum Neubau einer Kirche. Der italienische Renaissance-Brunnen (Florentiner Brunnen) des bei den Luftangriffen auf Frankfurt am Main im Zweiten Weltkrieg zerstörten Hauses steht seit 1952 im Garten des Nebbienschen Gartenhauses, eines Künstlertreffs in der Bockenheimer Anlage in der Frankfurter Innenstadt. Im Jahr 1908 wurden die Brüder Weinberg nobilitiert.
1919 war Carl von Weinberg Mitglied der deutschen Delegation bei den Versailler Friedensverhandlungen. 1924 nahm er an den Verhandlungen über die deutschen Reparationen in London teil, die den Dawes-Plan zur Folge hatte. 1925 führten die Brüder Weinberg die Cassella-Farbwerke in die Fusion zur IG Farbenindustrie AG, in der sie beide als Aufsichts- und Verwaltungsratsmitglieder wirkten.
Zusammen mit seinem Bruder gab Carl von Weinberg diversen Institutionen (unter anderem der Universität Frankfurt) zahlreiche finanzielle Zuwendungen. 1921 wurde in Schwanheim mit seiner Unterstützung die nach ihm benannte Carl-von-Weinberg-Schule errichtet. Auch die Gründung des Frankfurter Polo-Clubs im Jahr 1913 und die Poloanlage gehen auf seine Initiative zurück. Ebenfalls gründete er das Gestüt Waldfried, das weit über die Grenzen seiner Heimatstadt hinaus bekannt wurde.
1937 starb seine Frau May, sie wurde in der Weinbergkapelle der Niederräder Kirche „Mutter vom Guten Rat“ beigesetzt. Große Teile ihres Nachlasses gingen an diese Kirchengemeinde, einige Teile erhielt der ehemalige Niederräder Kaplan Georg Nilges, der seit 1929 Pfarrer in der neu gebauten Heilig-Kreuz-Kirche in Frankfurt-Bornheim in der Siedlung Bornheimer Hang war. Dort befindet sich auch heute noch ein 183 cm × 138 cm großes hölzernes Kruzifix im Vorraum der Krypta des Heilig-Kreuz-Zentrums für christliche Meditation und Spiritualität des Bistums Limburg. Vermutlich stammt es ursprünglich aus dem alpenländischen Raum des 17. oder 18. Jahrhunderts. Dort gelangte es in den Besitz der Familie von Weinberg, da diese in Kärnten ein Jagdhaus in Oberdrauburg besaß.

### Verfolgung
Nach der Machtergreifung der Nationalsozialisten 1933 wurden die Brüder Weinberg aufgrund ihrer jüdischen Herkunft verfolgt. Carl von Weinberg wurde gezwungen, seine Ämter in der Wirtschaft aufzugeben. Sowohl die Schule als auch die Carl-von-Weinberg-Straße wurden umbenannt. Die Namenspatronatschaft für die Buchenrodestraße, die nach Arthur von Weinbergs Villa „Buchenrode“ benannt war, und die Waldfriedstraße, benannt nach dem Gestüt der Familie Weinberg, wurde aufgehoben.
Nach den Novemberpogromen 1938 musste Carl von Weinberg im Zuge der „Arisierung“ seine Villa Waldfried zusammen mit seiner bedeutenden Kunstsammlung für einen Bruchteil ihres Werts an die Stadt verkaufen. Der Frankfurter Künstlerin Lina von Schauroth, einer engen Freundin der von Weinbergs, gelang es, die vier von ihr geschaffenen Farbverglasungen der Privatkapelle der Villa Waldfried nach der Flucht des Hausherrn in Sicherheit zu bringen. Während des Krieges wurden sie im Limburger Dommuseum aufbewahrt und 1951 auf Veranlassung der Evangelischen Synode in das Schiff der Alten Nikolaikirche auf dem Frankfurter Römerberg eingebaut. Auf dem Fenster mit dem Motiv „Aufsteigender Christus“ an der Westseite findet sich die Widmung: Die Glasfenster stammen aus der Kapelle in Waldfried. Carl v. Weinberg hat sie zum Andenken an seine Gattin May geb. Forbes gestiftet.
Nach der Enteignung seines Vermögens ging der seit 1937 verwitwete Carl von Weinberg ins Exil zu seiner verheirateten Schwester nach Italien. Am 14. März 1943 starb er in der Nähe von Florenz, sechs Tage, bevor sein Bruder Arthur im KZ Theresienstadt an den Folgen einer Operation verstarb. Carl von Weinberg wurde auf dem Bergfriedhof von Chiusi im Grab der Familie seiner Schwester beigesetzt, die mit dem Conté Paolozzi aus Chiusi verheiratet war.

## Auszeichnungen
- 1927 wurde er mit der Ehrendoktorwürde der Universität Frankfurt ausgezeichnet.
- 1928 erhielt er die silberne Plakette der Stadt Frankfurt verliehen.

Nach 1945 wurden alle Namensänderungen rückgängig gemacht. Neben der Carl-von-Weinberg-Schule und der Carl-von-Weinberg-Straße im Frankfurter Westend erinnert in Frankfurt-Niederrad eine Parkanlage mit seiner Büste auf dem Gelände der ehemaligen Villa Waldfried an den Mäzen und Unterstützer Frankfurts.